# فينسنت بوسو
فينسنت بوسو (بالفرنسية: Vincent Bossou)‏ (مواليد 7 فبراير 1986 في كارا) هو لاعب كرة قدم توغولي محترف.

## مسيرته
بدأ فينسنت مسيرته مع نادي ماراناثا، ثم انضم يوم 15 يناير 2010 لنادي النجم الرياضي الساحلي التونسي بعقد مدته عامين. فُسخ عقده مع النجم بعد ثلاث شهور فقط، ليعود إلى ماراناثا مرة أخرى يوم 18 مارس 2010.
وفي مايو 2011، انتقل لفيتنام وأمضى عقدًا مع نادي نافيبانك سايغون.

## مسيرته الدولية
كان بوسو ضمن قائمة منتخب بلاده المشاركة في كأس الأمم الأفريقية لكرة القدم 2010 والتي انسحبت من البطولة بعد حادثة الهجوم على حافلة المنتخب التوغولي.

### الأهداف الدولية
أهداف ونتائج توغو تظهر أولًا على اليمين.
| م  | التاريخ       | الملعب                 | الخصم  | الهدف | النتيجة | المنافسة                                              |
| -- | ------------- | ---------------------- | ------ | ----- | ------- | ----------------------------------------------------- |
| 1. | 4 سبتمبر 2016 | ملعب كيغيه، لومي، توغو | جيبوتي | 1–0   | 5–0     | تصفيات كأس الأمم الأفريقية لكرة القدم 2017 المجموعة أ |

## روابط خارجية
- فينسنت بوسو على موقع دوري كوريا الجنوبية (الإنجليزية)
- فينسنت بوسو على موقع قاعدة بيانات كرة القدم.إي يو (الإنجليزية)
- فينسنت بوسو على موقع ناشيونال فوتبول تيمز (الإنجليزية)
- فينسنت بوسو على موقع Soccerway.com (الإنجليزية)
- فينسنت بوسو على موقع عالم كرة القدم.نت (الإنجليزية)